# Rettungsring

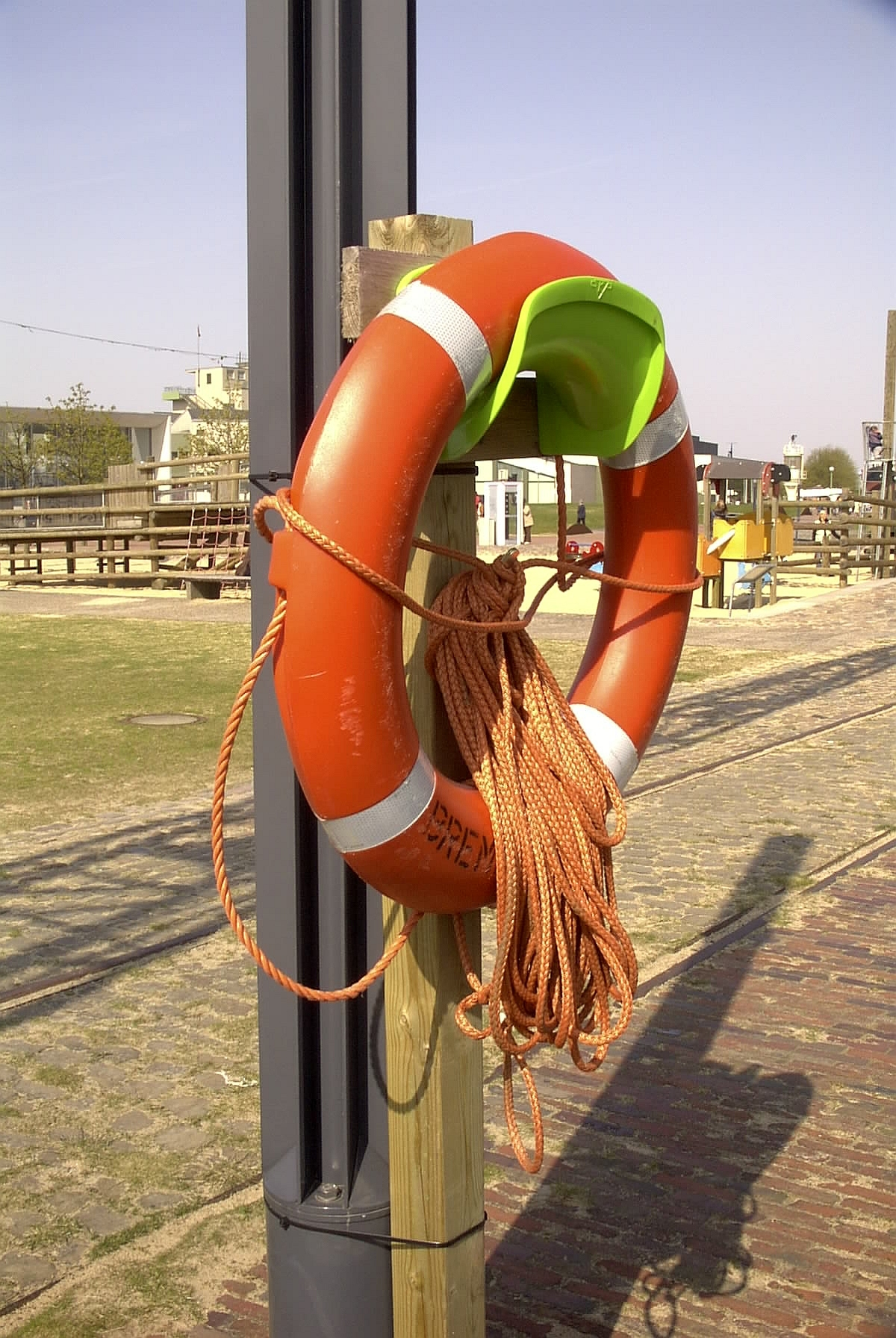
Rettungsring am Kai

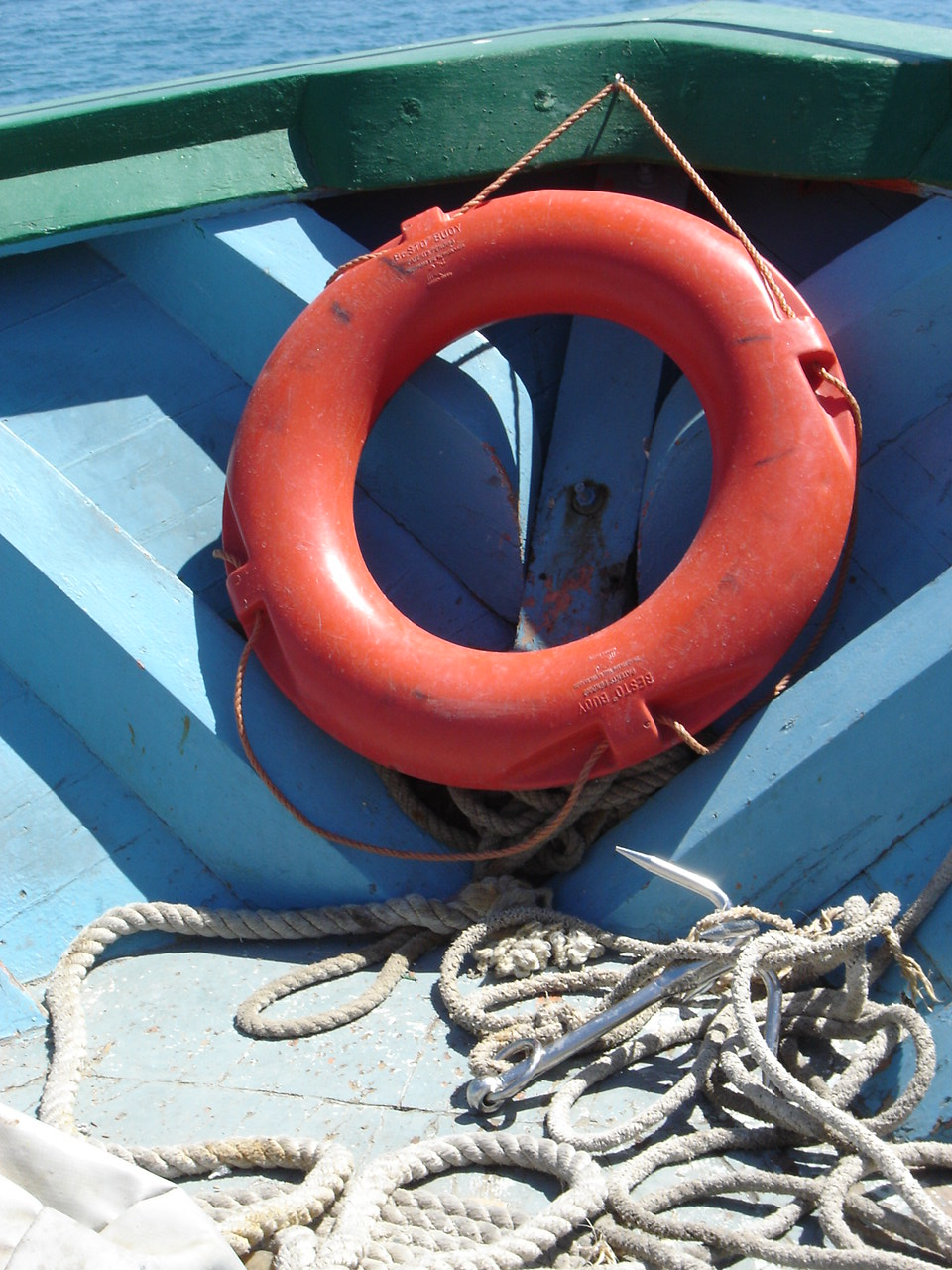
Rettungsring in einem Holzboot

Ein Rettungsring ist ein Rettungsmittel im Wasserrettungsdienst. Er wird häufig in Hallen- oder Freibädern eingesetzt, findet aber auch Verwendung in Gewässern und ist Standard auf Schiffen und größeren Booten, wobei er üblicherweise deutlich lesbar mit dem Schiffsnamen und meist auch dem Heimathafen beschriftet wird. Bei Fischkuttern kommt oft auch das Fischereikennzeichen dazu. Eine ringförmige Schwimmhilfe als Lern- oder Spielgerät wird demgegenüber als Schwimmring oder Schwimmreifen bezeichnet. Rettungsringe sind hohl oder mit Schaumstoff gefüllt. Auf Schiffen waren auch Korkringe üblich, die mit Segeltuch bezogen und bemalt waren.

## Handhabung

### Mit Leine
Rettungsringe mit Leine werden am Ende der Leine festgehalten und der Ring im Schleuderwurf über den zu Rettenden hinausgeworfen, so kann der Ring noch zum Verunfallten hingezogen werden.

 Vorteile: 
- Einfache Handhabung
- schnell einsatzbereit

 Nachteil: 
- Nur bei vorhandenem Bewusstsein möglich
- begrenzter Einsatzradius

### Ohne Leine
Der Rettungsring muss mit dem Schleuderwurf zum Verunfallten hingeworfen werden, kann aber nicht zum Verunfallten hingeführt werden.

 Vorteil: 
- Kennzeichnung des Ortes eines Rettungsrings nach ISO 7010(Fast) überall vorhanden

Kennzeichnung des Ortes eines Rettungsrings nach ISO 7010

- keine Eigengefährdung für den Retter

 Nachteile: 
- Schwierige Handhabung
- Größere Gefährdung des Verunfallten
- Viel Übung nötig
- Nur bei vorhandenem Bewusstsein möglich

### Retter im Wasser
Der Rettungsschwimmer schwimmt mit dem Rettungsring auf den Verunfallten zu. Er legt die Oberarme des Verunfallten auf den Ring und transportiert ihn zum Ufer bzw. Beckenrand zurück.
Vorteile:
- (Fast) überall vorhanden
- Auch bei bewusstlosen Personen möglich

Nachteile:
- Viel Übung nötig
- Retter muss ins Wasser (Sicherheitsaspekte)

## Geschichte
Der erste Entwurf eines Rettungsringes soll auf Leonardo da Vinci (15. Jahrhundert) zurückgehen.

## Alternativen
Als Alternativen zum klassischen Rettungsring werden heute besonders auf Sportbooten alternative Formen von Rettungsschwimmkörpern verwendet, auch unter dem Namen „Rettungswurfkörper“ bekannt. Hufeisenförmige offene Ringe haben den Vorteil, dass die Person im Wasser sie sich besser anziehen kann. Feststoff-Rettungsschwimmkörper zum Umbinden halten die Person auch über Wasser, wenn sie das Bewusstsein verliert. Rettungs- oder Bergeschlaufen werden unter den Armen durchgenommen und ermöglichen eine vereinfachte Bergung einer Person aus dem Wasser. Diese Ausrüstung wird, zusammen mit einer möglichst langen schwimmfähigen Leine, am Heckkorb des Schiffes bereitgehalten, damit sie sofort nachgeworfen werden kann, sollte jemand über Bord gehen. Die Leine ist so aufgewickelt, dass sie sich von selbst abwickelt.
Rettungsbälle sind Schaumstoffbälle oder -Würfel, die in einem Netz an einer Leine ins Wasser geworfen werden können. Sie sind besser festzuhalten als Rettungsringe und können weiter geworfen werden. Sie werden ähnlich wie der Rettungsring vorwiegend zur Rettung von Personen vom Ufer aus verwendet.
Rettungsstangen werden in Schwimmbädern teilweise noch verwendet.
Vorbeugend – der beste Schutz gegen Ertrinken ist immer, gar nicht erst ins Wasser zu fallen – werden Lifebelts getragen. Das sind Gurtgeschirre für Seeleute, mit denen sie sich am Schiff festbinden. Zusammen mit einer Rettungsweste bieten sie bestmöglichen Schutz gegen Ertrinken. Eine moderne Rettungsweste mit Kragen – andere dürfen nicht mehr als Rettungswesten bezeichnet werden – dreht die Person auf den Rücken, so dass sie auch bei Bewusstlosigkeit nicht ertrinkt.
Bei der Fahrt in kalten Gewässern kann zusätzlich noch ein Überlebensanzug getragen werden. Er schützt vor schneller Unterkühlung, kann aber die Bewegungsfreiheit massiv einschränken.

## Gesetzlicher Schutz
Das Entfernen oder die Beschädigung von Rettungsringen kann nach StGB § 145 Abs. 2 Beeinträchtigung von Unfallverhütungs- und Nothilfemitteln mit bis zu zwei Jahren Haft bestraft werden.